# 北塞浦路斯LGBT權益
北塞浦路斯的女同性恋、男同性恋、双性恋和跨性别（LGBT）人士面临着非LGBT居民不經歷的法律挑战。2014年2月7日，北塞浦路斯將同性性行为合法化。根据其刑法第171条和第173条，以往法律允许判处三年徒刑。女性同性恋没有被定罪。同性恋者被捕事件最近發生在2011年。
这些法律是英国殖民统治所遺留下來的。该岛在1960年代独立后這些法律仍存在。虽然塞浦路斯共和国于1998年将同性恋合法化，以便于2004年加入欧盟，但北部的争议地位意味着它不在欧盟管辖范围内。 
自2006年以来，废除将男性同性恋定罪的问题一直受到认真考虑。2011年10月，欧洲议会议员玛丽娜·扬纳库达基斯（Marina Yannakoudakis）声称，在访问北塞浦路斯期间，总统德尔维什·埃尔奥卢向她承诺，他会将同性恋合法化，以使其与土耳其、塞浦路斯共和国和欧洲其他地区保持一致。2011年12月，由于来自欧洲议会议员的压力越来越大，北塞浦路斯立法者宣布将废除目前将同性恋定为犯罪的法律。现任政府领导人德尔维什·埃尔奥卢总统表示，他将在该法案出现时签署它使其成为法律。
這件事一直被推迟，直到两起针对北塞浦路斯的案件被提交给北塞浦路斯宪法法院和欧洲人权法院。在此案提交欧洲法院后，TRNC总理的欧盟协调中心立即于2013年4月起草一项修正案，以废除共和国刑法第154章第171、172和173条。这预计会被批准，但被搁置了。 
如果立法未能通过，欧洲人权法院可能会审理此案并认定刑事定罪违反第8条，与德贞诉联合王国案相同。
2014年1月27日，北塞浦路斯议会共和国议会投票废除了禁止男性同性关系的刑法条款。该法案签署成为法律，并于2014年2月7日在官方公报上公布。法律公布后生效。
非政府组织一直呼吁将同性婚姻合法化。2012年，公共民主党提出了一项使同性婚姻合法化的法律，但该立法遭到当时执政的民族团结党的反对。

## LGBT政策简表
| 同性性行为合法化                         | (自2014起)       |
| 同意年齡平等化                           | (自2014起)       |
| 反歧視法適用於就業                       | (自2014起)       |
| 反歧視法適用於商品及服務法規             | (自2014起)       |
| 反歧視法適用於所有領域（包括：仇恨言論） | (自2014起)       |
| 同性婚姻                                 | No               |
| 承認同性伴侶為事實伴侶關係               | No               |
| 承認同性伴侶為民事結合關係               | No               |
| 无论性取向如何，单身人士均可领养         | (自2014起)       |
| 同性伴侶可共同收养子女                   | No               |
| LGBT群體可公開從軍服役                   | No               |
| 更改改合法性别的权利                     |                  |
| 女同性戀進行體外受精之合法管道           | No               |
| 禁止性倾向扭转治疗                       | No               |
| 商業代孕                                 | (也禁止异性伴侣) |
| 允许男男性接触者（MSM）进行捐血          | No               |